# إثيل أرمسترونغ
إثيل أرمسترونغ (بالإنجليزية: Ethel Armstrong)‏ هي ممرضة وتقنية أشعة بريطانية، ولدت في 1930 في درم في المملكة المتحدة.